# アルデュス
アルデュス（Ardys、紀元前651年 - 紀元前629年）またはアルデュソス（Ardysus）は、リュディア王国メルムナデス朝の第2代の王。神話的存在のヘラクレス朝に同名の王がいるため、アルデュス2世とも呼ばれる。ヘロドトスによればアルデュスの在位期間は紀元前678年から紀元前629年。

## 来歴
アルデュスはメルムナデス朝初代の王ギュゲスの息子で、次代の王サデュアッテスの父である。父ギュゲスがキンメリア人との戦いで戦死した後に即位したアルデュスは王権の立て直しに迫られた。また、アルデュスはエーゲ海沿岸のイオニア地方にあるギリシア人都市ミレトスを攻撃し、プリエネを服属させた。